# Sứ ma

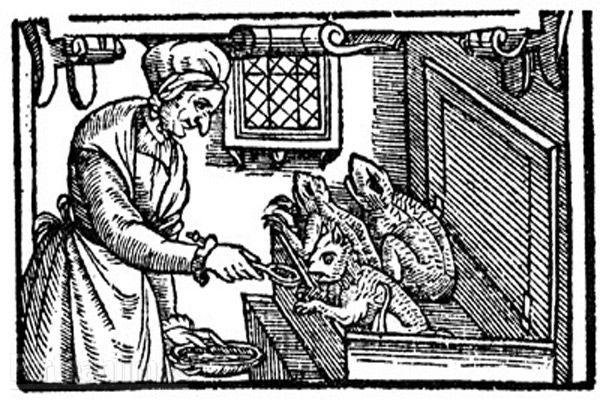
Tranh minh họa từ nước Anh cuối thế kỷ 16 về một phù thủy đang cho các sứ ma của bà ăn

Trong văn hóa dân gian châu Âu và tín ngưỡng dân gian thời kỳ Trung Cổ và Cận đại, sứ ma (trong các văn bản Anh ngữ thường gọi là "familiar") là một thực thể siêu nhiên giúp củng cố sự tin tưởng vào phép thuật của các phù thủy và thầy đồng. Theo ghi nhận qua thời gian, họ sẽ xuất hiện dưới dạng nhiều vỏ bọc khác nhau, thường là trong động vật, và một số thời điểm là trong con người hay hình nộm người, và được mô tả như một "hình thái xác định rõ, ba chiều... sống động với màu sắc và gợi hình với sự di chuyển và phát ra âm thanh" bởi những người đã tiếp xúc với họ, không giống như mô tả về ma là "khói, hình thái không xác định".
Khi phục vụ phù thủy, họ thường được cho là tàn độc, trong khi làm việc cho các thầy đồng thì lại được xem là nhân từ (mặc dù có một số mơ hồ trong cả hai trường hợp). Trước đây họ được phân vào nhóm ác quỷ, trong khi về sau thường được nghĩ về và mô tả như những nàng tiên. Mục đích chính của sứ ma là phò trợ cho phù thủy hay phù thủy tập sự, bảo vệ cho anh/cô ta khi tiến đến cảnh giới mới của mình.
Từ thế kỷ 20 một số người học phép thuật, bao gồm cả các tín đồ ngoại giáo hiện đại của Wicca, đã bắt đầu sử dụng các khái niệm về sứ ma, do mối liên kết của họ với hình thức ma thuật cũ.